# Kojang
Kojang je město v Jižní Koreji v provincii Kjonggi. Je předměstím Soulu a nachází se směrem na severozápad od jeho centra.

## Partnerská města
- Aguascalientes City, Mexiko

- Čchi-čchi-cha-er, Čína

- Hakodate, Japonsko
- Jongil, Čína
- Pin-čou, Čína
- Sabadell, Španělsko
- San Bernardino, Kalifornie, Spojené státy americké
- Virginia Beach, Virginie, Spojené státy americké

## Významní rodáci
- Kim Ča-in (* 1988), reprezentantka a mistryně ve sportovním lezení